# Jaume Sospedra
Jaume Sospedra (Sant Boi de Llobregat, 5 novembre 1913 – Santa Coloma de Cervelló, 31 luglio 1990) è stato un calciatore spagnolo.
In attività giocava nel ruolo di attaccante.
Con il Barcellona vinse un campionato (1944-1945).

## Palmarès

### Club

#### Competizioni nazionali
- Campionato spagnolo: 1

Barcellona: 1944-1945